# Sliven (oblast)
Sliven (Bulgaars: Област Сливен) is een oblast in het zuidoosten van Bulgarije. De hoofdstad is het gelijknamige Sliven en de oblast heeft 186.495 inwoners (2018).

## Bevolking
De bevolkingsontwikkeling na de Tweede Wereldoorlog: 
| jaar                 | 1946    | 1956    | 1965    | 1975    | 1985    | 1992    | 2001    | 2011    | 2016    |  |
| oblast Sliven        | 169.230 | 188.373 | 217.170 | 230.827 | 237.764 | 234.785 | 218.474 | 197.493 | 189.788 |  |
| -------------------- | ------- | ------- | ------- | ------- | ------- | ------- | ------- | ------- | ------- |  |
| gemeente Sliven      | 80.913  | 94.296  | 114.763 | 132.285 | 142.483 | 144.060 | 136.148 | 125.268 | 120.635 |  |
| gemeente Nova Zagora | 50.891  | 52.706  | 55.783  | 53.007  | 51.684  | 49.566  | 45.754  | 39.010  | 37.133  |  |
| gemeente Kotel       | 23.482  | 24.937  | 26.996  | 27.469  | 26.379  | 23.944  | 21.654  | 19.391  | 18.405  |  |
| gemeente Tvarditsa   | 13.944  | 16.434  | 19.618  | 18.066  | 17.218  | 17.215  | 14.927  | 13.804  | 13.615  |  |

Het aantal inwoners daalt sinds de jaren tachtig. Eind december 2016 telt de oblast zo'n 190 duizend inwoners.

#### Etniciteit
In de volkstelling van 2011 gaf 77 procent van de bevolking aan etnische Bulgaren te zijn. Zij vormen de meerderheid in drie van de vier gemeenten. Ongeveer 12 procent behoort tot de Romagemeenschap, variërend van 4 procent in de gemeente Nova Zagora tot 27 procent in de gemeente Kotel. Daarmee heeft oblast Sliven, samen met oblast Montana, het hoogste percentage zigeuners. Tevens behoort ongeveer tien procent tot de Turkse minderheid in Bulgarije: zij wonen vooral in de gemeente Kotel (32 procent) en in de gemeente Nova Zagora (16 procent).
| Etnische groep       | Bulgaren     | Turken       | Roma         | overigen    |
| oblast Sliven        | 76,6 procent | 9,7 procent  | 11,8 procent | 1,9 procent |
| -------------------- | ------------ | ------------ | ------------ | ----------- |
| gemeente Sliven      | 82,7 procent | 3,9 procent  | 11,3 procent | 2,1 procent |
| gemeente Nova Zagora | 78,7 procent | 15,7 procent | 4,1 procent  | 1,5 procent |
| gemeente Kotel       | 39,1 procent | 32,3 procent | 26,7 procent | 1,9 procent |
| gemeente Tvarditsa   | 72,2 procent | 9,9 procent  | 16,2 procent | 1,2 procent |

#### Religie
De meeste inwoners behoren tot de Bulgaars-Orthodoxe Kerk, namelijk zo'n 72% van de bevolking. De Turken zijn voornamelijk islamitisch, vooral van soennitische strekking. In het dorp Jablanovo, een etnisch Turks dorp met drieduizend inwoners in de gemeente Kotel, is een meerderheid van de bevolking alevitisch. Tevens is een groot deel van de Roma, zo'n zesduizend mensen, lid van de Pinksterbeweging. De oblast heeft het hoogste percentage protestanten in Bulgarije.
| Religieuze verdeling | Bulgaars-Orthodoxe Kerk | Islam        | Protestants | niet-religieus | anders/geen antwoord |
| oblast Sliven        | 72,0 procent            | 8,2 procent  | 4,0 procent | 8,2 procent    | 7,6 procent          |
| -------------------- | ----------------------- | ------------ | ----------- | -------------- | -------------------- |
| gemeente Sliven      | 76,6 procent            | 2,8 procent  | 4,3 procent | 8,5 procent    | 7,8 procent          |
| gemeente Nova Zagora | 72,2 procent            | 12,7 procent | 1,4 procent | 6,1 procent    | 7,6 procent          |
| gemeente Kotel       | 46,4 procent            | 29,4 procent | 8,3 procent | 8,3 procent    | 7,6 procent          |
| gemeente Tvarditsa   | 66,8 procent            | 10,3 procent | 2,4 procent | 12,3 procent   | 8,2 procent          |

#### Demografische indicatoren
Oblast Sliven heeft het hoogste geboortecijfer in Bulgarije, namelijk 12,2 per duizend inwoners (een derde hoger dan het Bulgaarse gemiddelde van 9,1‰). Op het platteland is het geboortecijfer een stuk hoger (13,7‰) dan het geboortecijfer in de steden (11,5‰). Het hoge geboortecijfer is voornamelijk te danken aan de twintigduizend Roma in de oblast. Doordat meisjes in de Roma-gemeenschap vaak op een vrij jonge leeftijd trouwen en ook nog eens jonger moeder worden, is het aantal tienermoeders in de oblast erg hoog. In 2016 kregen 596 tienermeisjes een kind: dat is meer dan een kwart van de 2327 geboorten in de oblast. Van de 596 moeders jonger dan twintig zijn er vervolgens weer 362 jonger dan achttien (waarvan 144 zeventien jaar oud en 218 jonger dan zeventien). In de gemeente Tvarditsa is zelfs één op de drie levendgeborenen op de wereld gebracht door een tienermoeder. Desalniettemin daalt het aantal tienermoeders in Sliven: in 2011 kregen nog 680 tieners een kind.
| Leeftijd van de moeder in 2016 | Totaal aantal levendgeborenen | 15-19 | 20-24 | 25-29 | 30-34 | 35-39 | 40-44 | 45+ | Gemiddeld kindertal per vrouw |
| oblast Sliven                  | 2327                          | 596   | 579   | 563   | 373   | 174   | 37    | 5   | 2,24 kinderen per vrouw       |
| ------------------------------ | ----------------------------- | ----- | ----- | ----- | ----- | ----- | ----- | --- | ----------------------------- |
| gemeente Sliven                | 1462                          | 361   | 324   | 364   | 259   | 125   | 25    | 4   | 2,26 kinderen per vrouw       |
| gemeente Nova Zagora           | 428                           | 118   | 118   | 104   | 64    | 19    | 4     | 1   | 2,14 kinderen per vrouw       |
| gemeente Kotel                 | 220                           | 46    | 76    | 48    | 29    | 18    | 3     | -   | 2,04 kinderen per vrouw       |
| gemeente Tvarditsa             | 217                           | 71    | 61    | 47    | 21    | 12    | 5     | -   | 2,81 kinderen per vrouw       |

Het gemiddeld kindertal per vrouw is met 2,24  het hoogst in Bulgarije. Vooral in de gemeente Tvarditsa zijn gezinnen erg kinderrijk (2,8 kinderen per vrouw).

#### Leeftijdsstructuur
Er leefden ongeveer 34500 kinderen vanaf de leeftijd van 0 tot en met de leeftijd van 14 jaar oud. Dit is 18% van de totale bevolking en is de afgelopen jaren licht afgenomen vanwege de daling van het aantal geboorten. Toch heeft oblast Sliven nog steeds het hoogste percentage kinderen in Bulgarije. Het aantal ouderen (vanaf 65 jaar) is daarentegen toegenomen en bedraagt 19%.Ondanks de toename van het aantal ouderen, blijft oblast Sliven jonger dan de rest van Bulgarije (21% bestaat uit vijfenzestigplussers).
| Leeftijdscategorie      | Totaal  | 0 – 9  | 10 - 19 | 20 - 29 | 30 - 39 | 40 - 49 | 50 - 59 | 60 - 69 | 70 - 79 | 80+   |
| Absolute aantal in 2011 | 173.206 | 18.012 | 18.744  | 20.877  | 23.311  | 23.378  | 24.999  | 22.074  | 15.469  | 6.342 |
|                         |         |        |         |         |         |         |         |         |         |       |
| Bulgaren (%)            | 76,6    | 55,0   | 62,6    | 68,1    | 74,7    | 79,1    | 84,2    | 89,1    | 92,1    | 94,3  |
| Roma/zigeuners (%)      | 11,8    | 28,3   | 22,3    | 17,1    | 12,4    | 9,0     | 5,7     | 3,9     | 1,9     | 1,0   |
| Turken (%)              | 9,7     | 11,6   | 13,6    | 13,3    | 11,4    | 10,1    | 8,5     | 5,8     | 4,5     | 3,2   |

Hoe jonger de bevolking, hoe minder etnische Bulgaren (en meer Roma/Turken). Hoe ouder de bevolking, hoe meer etnische Bulgaren (en minder Roma/Turken).

#### Urbanisatie
Oblast Sliven is in een vrij snel tempo aan het urbaniseren. In 2016 woonden er al ongeveer 125.000 inwoners in een van zes steden, waarvan de stad Sliven met 88.000 de grootste is. De tweede stad is Nova Zagora met zo'n 21.400 inwoners. De overige steden zijn beduidend kleiner qua aantal inwoners: Tvarditsa (5,7 duizend), Kotel (5,3 duizend), Sjivatsjevo (3,6 duizend) en het kleinst van allen is het stadje Kermen (1,6 duizend). De urbanisatiegraad is ongeveer 66%. Ongeveer 65 duizend mensen woonden in dorpen op het platteland.
| jaar                 | 1946         | 1956         | 1965         | 1975         | 1985         | 1992         | 2001         | 2011         | 2016         |
| oblast Sliven        | 169.230      | 188.373      | 217.170      | 230.827      | 237.764      | 234.785      | 218.474      | 197.493      | 189.788      |
| -------------------- | ------------ | ------------ | ------------ | ------------ | ------------ | ------------ | ------------ | ------------ | ------------ |
| Plattelandsbevolking | 109.434      | 109.139      | 107.827      | 96.451       | 88.430       | 80.645       | 73.911       | 66.452       | 64.990       |
| Stedelijke bevolking | 59.796       | 79.234       | 109.343      | 134.376      | 149.334      | 154.140      | 144.563      | 131.041      | 124.798      |
| urbanisatiegraad     | 35,2 procent | 42,1 procent | 50,3 procent | 58,2 procent | 62,8 procent | 65,7 procent | 66,2 procent | 66,4 procent | 65,8 procent |
|                      |              |              |              |              |              |              |              |              |              |
| stad Sliven          | 34.291       | 46.175       | 68.384       | 90.187       | 102.423      | 106.212      | 100.366      | 91.620       | 87.322       |
| stad Nova Zagora     | 10.988       | 14.892       | 19.258       | 21.887       | 25.202       | 26.260       | 25.220       | 22.507       | 21.270       |
| stad Tvarditsa       | 4.593        | 5.711        | 7.798        | 7.488        | 7.185        | 7.196        | 6.001        | 5.667        | 5.681        |
| stad Kotel           | 3.674        | 5.847        | 7.184        | 8.235        | 7.907        | 7.781        | 6.934        | 5.798        | 5.329        |
| stad Sjivatsjevo     | 3.229        | 3.625        | 3.926        | 3.935        | 3.962        | 4.181        | 3.835        | 3.648        | 3.627        |
| stad Kermen          | 3.021        | 2.984        | 2.793        | 2.644        | 2.655        | 2.510        | 2.207        | 1.801        | 1.569        |

## Gemeenten
- Kotel
- Nova Zagora
- Sliven
- Tvarditsa

Blagoevgrad · Boergas · Chaskovo · Dobritsj · Gabrovo · Jambol · Kjoestendil · Kardzjali · Lovetsj · Montana · Pazardzjik · Pernik · Pleven · Plovdiv · Razgrad · Roese · Silistra · Oblast Sofia · Sofia-Hoofdstad · Sjoemen · Sliven · Smoljan · Stara Zagora · Targovisjte · Varna · Veliko Tarnovo · Vidin · Vratsa